# Mitostemma glaziovii
Mitostemma  es un género monotípico de plantas con flores perteneciente a la familia Passifloraceae. Su única especie, Mitostemma glaziovii, es originaria de Brasil.

## Taxonomía
Mitostemma glaziovii fue descrita por Maxwell Tylden Masters y publicado en Journal of Botany, British and Foreign 21: 34. 1883.
Sinonimia
- Dilkea glaziovii (Mast.) Glaz.	[3]